# Daniel Kox
Daniel Kox (Ottignies, 4 februari 1952) is een Belgisch stripauteur. 
Kox begon op aanraden van Jidéhem met het tekenen van strips en hij begon als assistent van Dino Attanasio. In 1975 tekende hij illustraties bij een rubriek in het stripblad Robbedoes. Zijn tekenwerk was toen al opgemerkt door scenarist Raoul Cauvin en samen creëerden ze de humorstrip Agent 212. Deze strip werd voor het eerst gepubliceerd in 1975 en was erg succesvol, zeker in de jaren 1980. Het is sindsdien de enige strip van Kox.
- Bibliothèque nationale de France: cb11910046c (data)
- Gemeinsame Normdatei: 1145647898
- International Standard Name Identifier: 0000 0000 0966 8163
- Nationale Bibliotheek van Tsjechië: pna20191023070
- Nederlandse Thesaurus van Auteursnamen: 069112347
- RKD-Nederlands Instituut voor Kunstgeschiedenis: 46155
- Système universitaire de documentation: 026953331
- Virtual International Authority File: 31998478
- WorldCat: E39PBJj8JgJXctxBfPK6BkXjmd